# Otto Georg Bogislaf von Glasenapp
Otto Georg Bogislaf von Glasenapp (ur. 30 września 1853 w Schivelbein, zm. 3 marca 1928 w Berlinie) – niemiecki bankowiec, finansista, wiceprezes Reichsbanku w latach 1907–1924.

## Odznaczenia
- Order Czerwonego Orła trzeciej klasy z pętlą,
- Cesarski i Królewski Order Świętego Stanisława drugiej klasy z gwiazdą,
- Honorowy obywatel miasta Świdwin (przed II wojną światową: Schivelbein)(1924)

## Literatura
- Vollständige Genealogie des alt-hinterpommerschen Geschlechts der Erb-, Burg- und Schlossgesessenen von Glasenapp / E. von Glasenapp. Berlin 1897.